# فيولانتي
فيولانتي هي لوحة زيتية رسمها تيتيان في عام 1515 على الأرجح، اللوحة حالياً ضمن مقتنيات متحف تاريخ الفنون في فيينا.